# Запорізька обласна асоціація футболу
Запорізька обласна асоціація футболу — обласна громадська спортивна організація, зарегистрирована Управлением юстиции Запорожской области 31.03.1999. Є колективним членом Української асоціації футболу. Головна мета її діяльності — сприяння розвитку та популяризації футболу в Запорізькій області.

## Основна інформація
Станом на 18 вересня 2021
| Показник                          | К-сть |
| --------------------------------- | ----- |
| Колективних членів ФФОО           | 29    |
| Районних асоціацій                | 6     |
| Міських асоціацій                 | 3     |
| Стадіонів для професійних змагань | 6     |
| Стадіонів для аматорських змагань | 26    |

| Показник                 | К-сть |
| ------------------------ | ----- |
| Тренерів дорослих команд | 101   |
| Тренерів юнацьких команд | 184   |
| Арбітрів у полі          | 64    |
| Асистентів арбітрів      | 61    |
| СДЮШОР та ДЮСШ (футбол)  | 1/-   |

| Особи, що займаються футболом | К-сть |
| ----------------------------- | ----- |
| 8—10-річні                    | 2250  |
| 11—14-річні                   | 3780  |
| 15—17-річні                   | 3140  |
| 18—35-річні                   | 4800  |
| 36 і більше                   | 1920  |

| Учасники дитячо-юнацьких змагань | К-сть |
| -------------------------------- | ----- |
| Всеукраїнських                   | 17    |
| Обласних                         | 95    |
| Районних                         | 498   |
| Міських                          | 187   |
| «Шкіряний м'яч»                  | 549   |

| Учасників змагань (команд)               | Кількість |
| ---------------------------------------- | --------- |
| Професійних у великому футболі / футзалі | 1 / —     |
| Жіночих регіональних / всеукраїнських    | н/д       |
| Ветеранів регіональних / всеукраїнських  | 8 / 1     |
| Районних / міських серед дорослих        | 169 / 43  |
| Районних / міських з футзалу             | 167 / 128 |

## Турніри
Під егідою Запорізької обласної асоціації футболу постійно відбуваються такі змагання:
- Чемпіонат Запорізької області з футболу
- Першість Запорізької області з футболу
- Кубок Запорізької області з футболу

## Керівництво
Станом на 18 вересня 2021
| Ім'я                | Посада                  |
| ------------------- | ----------------------- |
| Віктор Межейко      | Голова асоціації        |
| Олег Серовський     | Перший заступник голови |
| Володимир Тарасенко | Перший заступник голови |
| Іван Федоров        | Перший заступник голови |
| Віктор Бандуров     | Заступник голови        |
| Олексій Бородай     | Заступник голови        |
| Петро Гончарук      | Заступник голови        |
| Едуард Гугнін       | Заступник голови        |
| Сергій Джуган       | Заступник голови        |
| Руслан Єгорович     | Заступник голови        |
| Олег Каліман        | Заступник голови        |
| Сергій Каліман      | Заступник голови        |
| Андрій Нетреба      | Заступник голови        |
| Віталій Ніколаєнко  | Заступник голови        |
| Олександр Пеленкін  | Заступник голови        |

### Голови асоціації (історія)
| Ім'я           | Період головування |
| -------------- | ------------------ |
| Віктор Межейко | з 2009             |

## Контакти
- адреса: Україна, м. Запоріжжя, вул. Л.Жаботинського, 49, приміщення 75
- web: zoff.zp.ua [Архівовано 19 вересня 2021 у Wayback Machine.]